# Estrella Morente
Estrella de la Aurora Morente Carbonell (Las Gabias, 14 augustus 1980) is een Spaanse flamencozangeres. Haar vader, Enrique Morente, was ook zanger; haar moeder is Aurora Carbonell, een danseres. Ze is getrouwd met de stierenvechter Javier Conde. Estrella Morente is vooral bekend geworden met Pedro Almodóvars film Volver.

## Loopbaan
Estrella Morente groeide op met flamenco: ze trad al op met haar vader toen ze zeven jaar oud was, en danste als kind ook mee met haar moeder. Op haar 16e gaf ze voor het eerst een optreden op de Spaanse nationale tv.
In 2001 bracht ze haar debuutalbum Mi cante y un poema uit. Dit album werd platina en haar tweede album werd goud. De albums en optredens van Morente werden goed ontvangen in de pers. Estrella Morente trad op in prestigieuze zalen zoals Carnegie Hall in New York, de Barbican in Londen, Massey Hall in Toronto en Carré in Amsterdam.

## Samenwerkingen
Estrella Morente werkte verschillende keren samen met haar vader Enrique. Zo produceerde hij haar album Mujeres (2006).
Morente werkte samen met muziekproducent en songwriter Javier Limón en zong mee op zijn album Mujeres de Agua (2010).
Op haar album Autorretrato (2012) werkte Morente samen met Michael Nyman, Pat Metheney en Paco de Lucía.
In 2019 en 2022 trad Estrella Morente op met het Amsterdams Andalusisch Orkest. In 2022 vond dit concert plaats tijdens Le Guess Who? in Utrecht. 

## Films
In 2006 leende Morente haar stem aan Penélope Cruz in Pedro Almodóvars film Volver.
In 2011 speelde Morente zichzelf in de animatiefilm Chico & Rita.

## Discografie
- Mi cante y un poema (2001)
- Calle del Aire (2001)
- Mujeres (2006)
- Casacueva y escenario (2007), dvd
- Autorretrato (2012)
- Amar En Paz (con la guitarra de Niño Josele (2014)
- 15 Años con Estrella (2016)
- Copla (2019)
- Leo (2021)

## Prijzen en nominaties (selectie)
- 2001, 2006, 2013, 2022: Nominatie voor Latin Grammy Award in de categorie Beste Flamenco Album
- 2001: Ondas Award in de categorie Beste Flamenco werk
- 2002, 2007: Music Award in de categorie Beste Flamenco Album